# Helsing (Unternehmen)
Die Helsing GmbH mit Sitz in München ist ein 2021 gegründetes deutsches Softwareunternehmen, das sich auf den Einsatz der Künstlichen Intelligenz (KI) im Rüstungssektor spezialisiert hat.

## Hintergrund
Die Firma wurde von dem früheren McKinsey-Manager und BMVg-Mitarbeiter Gundbert Scherf, dem Physiker Niklas Köhler und dem Entwickler Torsten Reil gegründet. Alle drei Männer sitzen bis heute im Vorstand des Unternehmens.
Das Unternehmen entwickelt eine KI für militärische Einsatzgeräte – für Panzer, U-Boote, Flugzeuge. Im Juni 2023 bekam Helsing den Auftrag der Bundesregierung, den Eurofighter gemeinsam mit Saab für den elektronischen Kampf zu befähigen. Im August 2023 folgte der Auftrag, die KI-Infrastruktur für das neue, europäische Fighter-Generation Future Combat Air System (FCAS) zu liefern.
Anfang Juni 2024 gab das Unternehmen bekannt, an einem Projekt mit KI-gesteuerten, autonomen Luftkampfsystemen zu arbeiten. Zwei Tage später wurde eine Kooperation mit Airbus bekannt gegeben.
Helsing-Software ist seit 2022 auch in der Ukraine im Einsatz, wo sie nach Unternehmensangaben „Fähigkeiten und Technologie für Fronteinsätze bereit hält. In diesem Zusammenhang sei Helsing-Personal kontinuierlich in der Ukraine stationiert.“
Im Juni 2025 wurde bekannt, dass Helsing den Flugzeughersteller Grob Aircraft übernehmen will. Im Rahmen des im selben Jahr erneuerten Trinity-House-Abkommens zwischen Großbritannien und Deutschland plant das Unternehmen mit Unterstützung der beiden Regierungen die Eröffnung einer 400 Millionen Euro teuren Fabrik in Plymouth zum Bau KI-gesteuerter Unterwasser-Abwehrtechnologie für den Kampf gegen russische U-Boote. Ebenfalls im Sommer 2025 teilte Helsing mit, dass der frühere Springer-Journalist und Bildzeitungschef Johannes Boie als Marketing- und Kommunikationschef zu Helsing geht.

## Finanzierung
Das Unternehmen erhielt eine Erstfinanzierung (Series-A) im November 2021 von über 103 Millionen Euro, die von Prima Materia angeführt wurde, der von Spotify-Gründer Daniel Ek gegründeten Investmentgesellschaft.
Im September 2023 hatte Helsing nach einer Anschlussfinanzierungsrunde (Series-B) von über 209 Millionen Euro einen Wert von 1,7 Milliarden Euro erreicht und war damit zum ersten europäischen Einhorn aus dem Bereich Militär, Rüstung und Verteidigung geworden. Im Juli 2024 konnte Helsing weitere 450 Millionen Euro von Investoren einwerben; das Unternehmen wurde hierbei mit rund fünf Milliarden Euro bewertet. Im Juni 2025 wurde die Bewertung auf 12 Milliarden Euro erhöht, nachdem Daniel Ek erneut in das Unternehmen investiert und seinen Anteil noch einmal verdoppelt hatte.

## Produkte
- HF-1 – in Lizenz produzierte AQ 100 Bayonet von Terminal Autonomy mit Software von Helsing (Loitering Weapon)[10][11]
- HX-2 (Loitering Weapon)[12][11]
- SG-1 Fathom (Autonomes Unterwasserfahrzeug)[13][14][11]
- Centaur (KI-Agent für Militärflugzeuge)[15][14][11]

## Selbstdarstellung
Das Unternehmen wirbt offensiv damit, seine Militärtechnologie „zum Schutze unserer Demokratien“ einzusetzen.

## Kritik
Von Brancheninsidern wurde das Unternehmen als "Übermäßig geheimnisvoll in Bezug auf seine Produktentwicklung" und "übermäßig selbstbewusst in Bezug auf öffentliche Behauptungen über seine Technologie" kritisiert.
Aus der Ukraine kam Kritik über die Preisgestaltung mancher Produkte.